# تپه آقچری
تپه آقچری مربوط به دوران‌های تاریخی پس از اسلام است و در شهرستان آبیک، روستای آقچری واقع شده و این اثر در تاریخ ۲۵ اسفند ۱۳۸۰ با شمارهٔ ثبت ۵۵۷۲ به‌عنوان یکی از آثار ملی ایران به ثبت رسیده است.